# Edifício ASA
O Edifício ASA é um prédio histórico localizado no centro da cidade de Curitiba, no estado brasileiro do Paraná.

## História
A Construtora "Aranha S.A." (a sigla da construtora denomina o Edifício ASA), iniciou a construção do prédio em 1950 para ser o primeiro do Paraná que contaria com apartamentos residencias e salas comercias entre seus andares.
A obra só foi finalizada por completo em 1957, porém, desde 1954 já estava parcialmente construído e ocupado com moradores.

## Estrutura e clientes históricos
Com 22 andares e 413 unidades residências e comerciais, em seu andar térreo esta localizada uma galeria com três saídas e várias salas, mas foi nos unidades comerciais que se instalaram importantes clientes, na década de 1960, como o Canal 12, que em 1960 alugou dois apartamentos do ASA para realizar uma das primeiras transmissões televisiva do estado, quando Nagib Chede inaugurou a TV Paranaense (canal 12). Também foi a primeira sede (19° andar) de um cursinho vestibular que mais tarde transformou-se uma das maiores redes de ensino do Paraná:o Grupo Dom Bosco.
O edifício já foi tema de peça de teatro, quando "ASA" (2014), conta a história de um morador em crise existencial.